# Villemagne-l'Argentière
Villemagne-l'Argentière este o comună în departamentul Hérault din sudul Franței. În 2009 avea o populație de 419 de locuitori.

## Evoluția populației
| An        | 1975 | 1982 | 1990 | 1999 | 2006 | 2009 |
| --------- | ---- | ---- | ---- | ---- | ---- | ---- |
| Populație | 291  | 317  | 365  | 429  | 426  | 419  |